# Хакаський календар
Хакаський календар — хакаська система числення великих проміжків часу, заснована на періодичності руху Сонця і Місяця, вид місячно-сонячного календаря. Новий рік (хак. Чыл Пазы) припадає на день весняного рівнодення.
Дванадцятирічний тваринний цикл (хак. Мючел):
1. Кюске чылы — рік миші,
2. Инек чылы — рік корови,
3. Тюльгю чылы — рік лисиці,
4. Хозан чылы — рік зайця,
5. Килески чылы — рік ящірки,
6. Чылан чылы — рік змії,
7. Чылгы чылы — рік коня,
8. Хой чылы — рік вівці,
9. Кизи (маймун) чылы — рік людини (мавпи),
10. Танах (турна) чылы — рік курки (журавля),
11. Адай чылы — рік собаки,
12. Сосха чылы — рік свині.

## Місяці
- Січень — Кюрген — місяць сходження Плеяд з Місяцем (дев'ятий день молодика),
  - Узюрген — місяць ікрометання миня (бельт.),
  - Чил айы — місяць вітрів (саг),
- Лютий — Пёзиг — місяць сходження сонця
  - Азыг айы — місяць ведмедя,
  - Хузургул айы — місяць білохвостого орла (кыз.),
- Березень — Хаанг — місяць гомона повертаються перелітних птахів,
  - Арган кек — місяць неправдивої зозулі,
  - Улуг керик айы — місяць гону великого бурундука,
  - Харга айы — місяць ворони (яка радіє поверненню перелітних птахів),
- Квітень — Хосхар — місяць спарювання баранів
  - Абыл айы — початок орних робіт (саг.),
  - Кичиг керик — місяць гону малого бурундука (бирюсю),
  - Кеек айы — місяць зозулі (кыз.),
  - Син кек — місяць справжньою зелені (бельт.),
  - Хыра айы — місяць початку орних робіт (саг.),
- Травень — Силкер — місяць пробудження природи,
  - Кічіг ізіг — місяць малої спеки (кыз.),
  - Пис айы — місяць еритронія (бельт.),
  - Хандых айы — місяць еритронія (бирюс.),
- Червень — Тос айы — місяць берести,
  - Улуг ай — місяць великих днів (саг.),
  - Улуг ізіг — місяць великої спеки (саг.),
- Липень — Від айы — місяць сінокосу,
- Серпень — Оргах айы — місяць жнив,
  - Ас айы — місяць зерна,
- Вересень — Ульгер — місяць сходження Оріона,
  - Уртюн айы — місяць обмолоту хліба,
  - Сарыг пюр — місяць жовтого листа (кач.),
  - Чарыс айы — місяць поділу (літа від зими),
- Жовтень — Кичкер — місяць скорочуються днів,
  - Кичиг соох — місяць малих морозів (кач., кыз.),
- Листопад — Хырлас — місяць холодів,
  - Улуг соох — місяць великих морозів (кач., кыз.),
  - Хуртуях айы — місяць старої (бельт.),
  - Кичиг хырлас — місяць слабкого морозного хрипа (бирюс.),
- Грудень — Алай — місяць воплів (від морозу),
  - Кічіг ай — місяць малих днів,
  - Улуг хырлас айы — місяць сильного морозного хрипа (бирюс.).